# Ворогово (Красноярский край)
Ворогово — село в Туруханском районе Красноярского края, административный центр Вороговского сельсовета.

## География
Село находится на крайнем юге района, на левом берегу Енисея в 11 км ниже устья Дубчеса, в 538 км к югу от Туруханска (680 км по реке), в 350 км к северо-западу от Лесосибирска (437 км по реке) и в 590 км к северу от Красноярска (800 км по реке).
Расположено на полуострове между старицей и основным руслом Енисея. В селе имеется пристань.
Недалеко от села находятся населённые пункты Индыгино (12 км к северо-западу), Зотино (15 км к югу) и урочище Колокольня (19 км к юго-западу).
| 1960 | 2010 |
| ---- | ---- |
| 860  | ↘856 |

## История
Село основано в 1637 году. Основали его два товарища — Осип Григорьевич Цапаня и Иван Еремеевич Ворогов. Они приглядели в устье реки Дубчес угодные места для поселения и возможность выращивать хлеб, отдали челобитную в Сибирский приказ о том, чтобы им отдали земли на поселение. В 1637 году пришла грамота о том, что товарищи могут пользоваться землями сколь угодно и десять лет не брали с них дань.
До 1900 года село называлось Дубческое, относилось к Анциферовской волости Енисейского уезда Енисейской губернии.
К 1917 году в деревне проживало около 200 человек. К концу 1990-х годов население составляло около 2500 человек.
Весной 1999 года село пережило серьёзное наводнение и многие жители покинули его.

## Фотогалерея

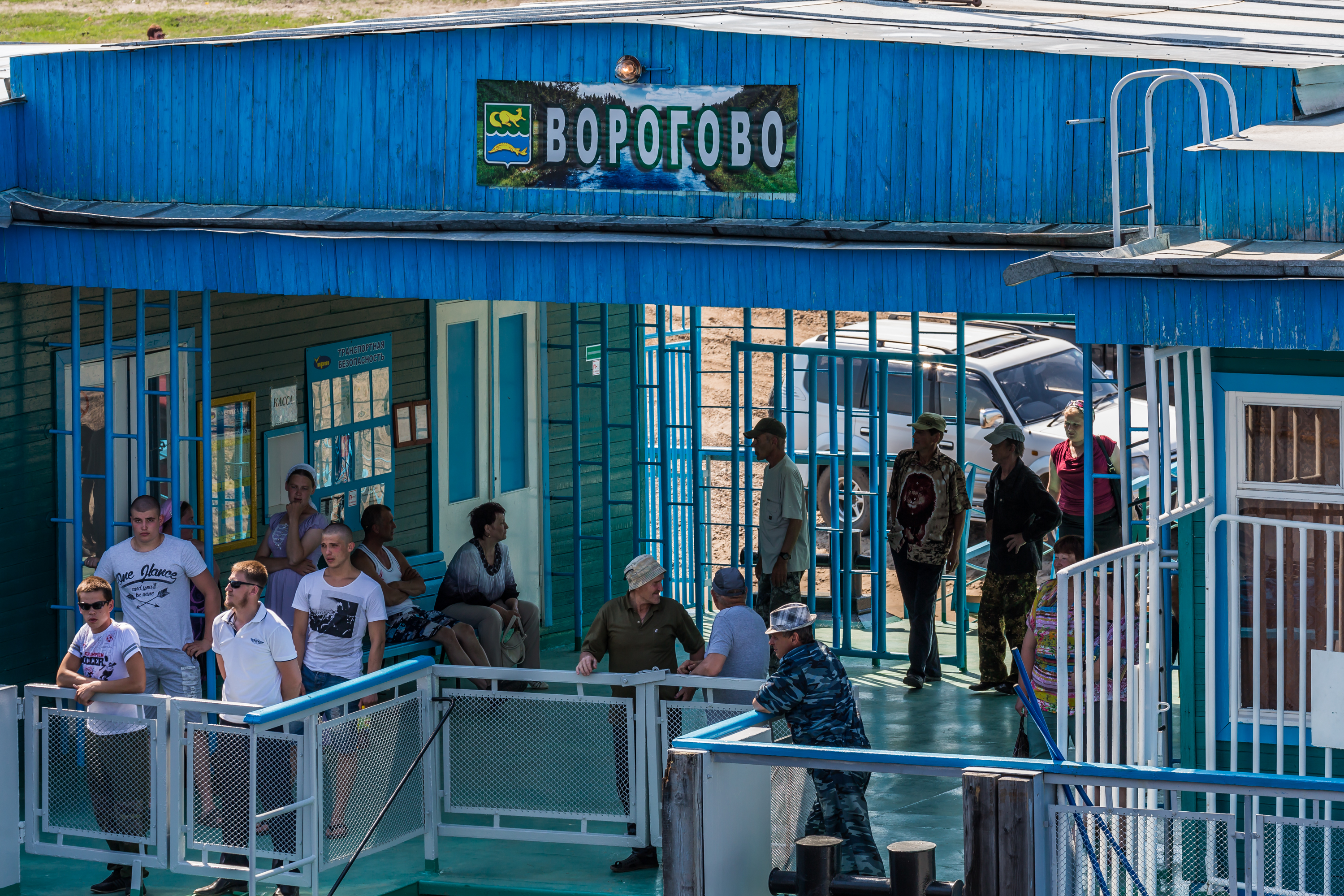
Пристань
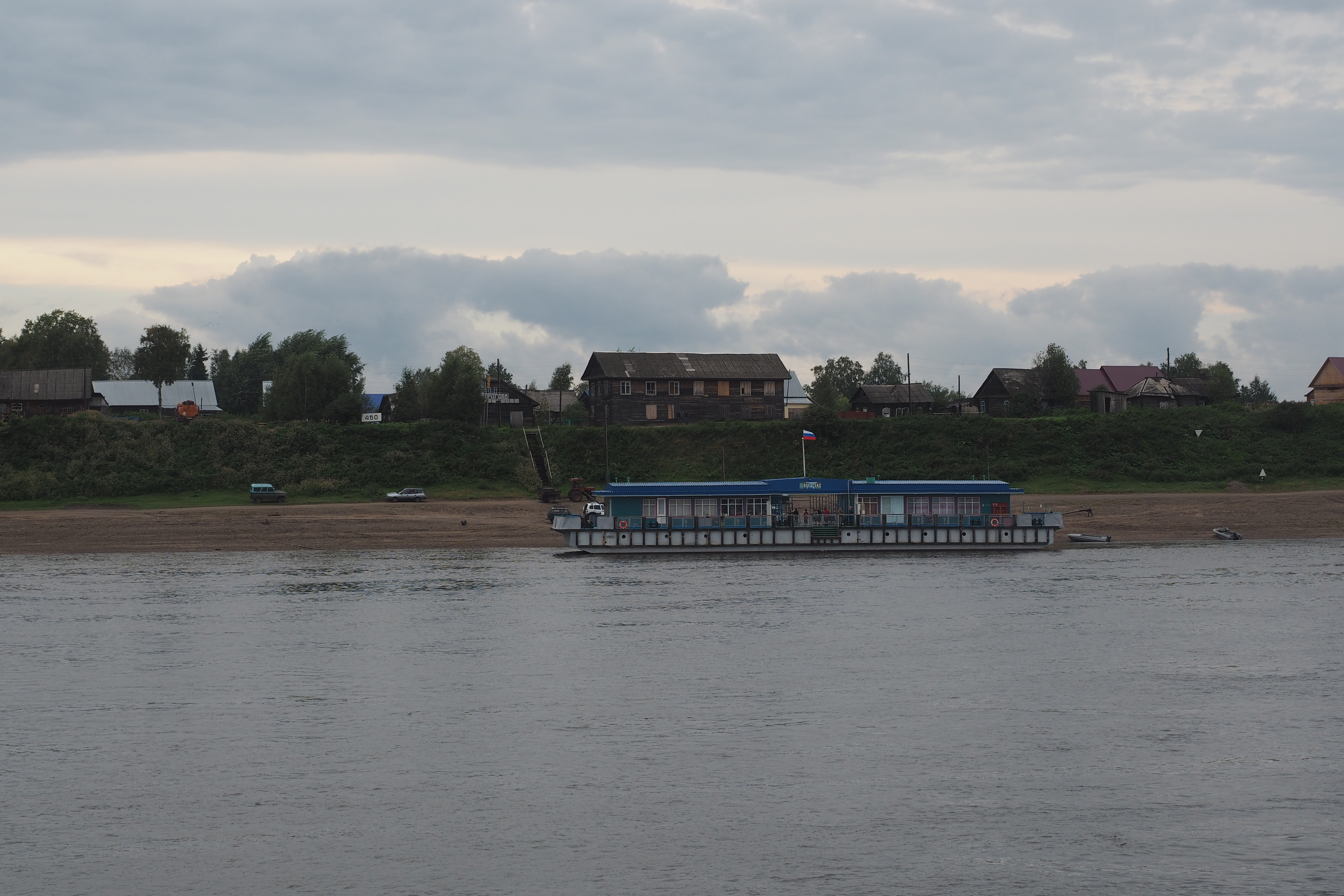
Вид на Ворогово с Енисея
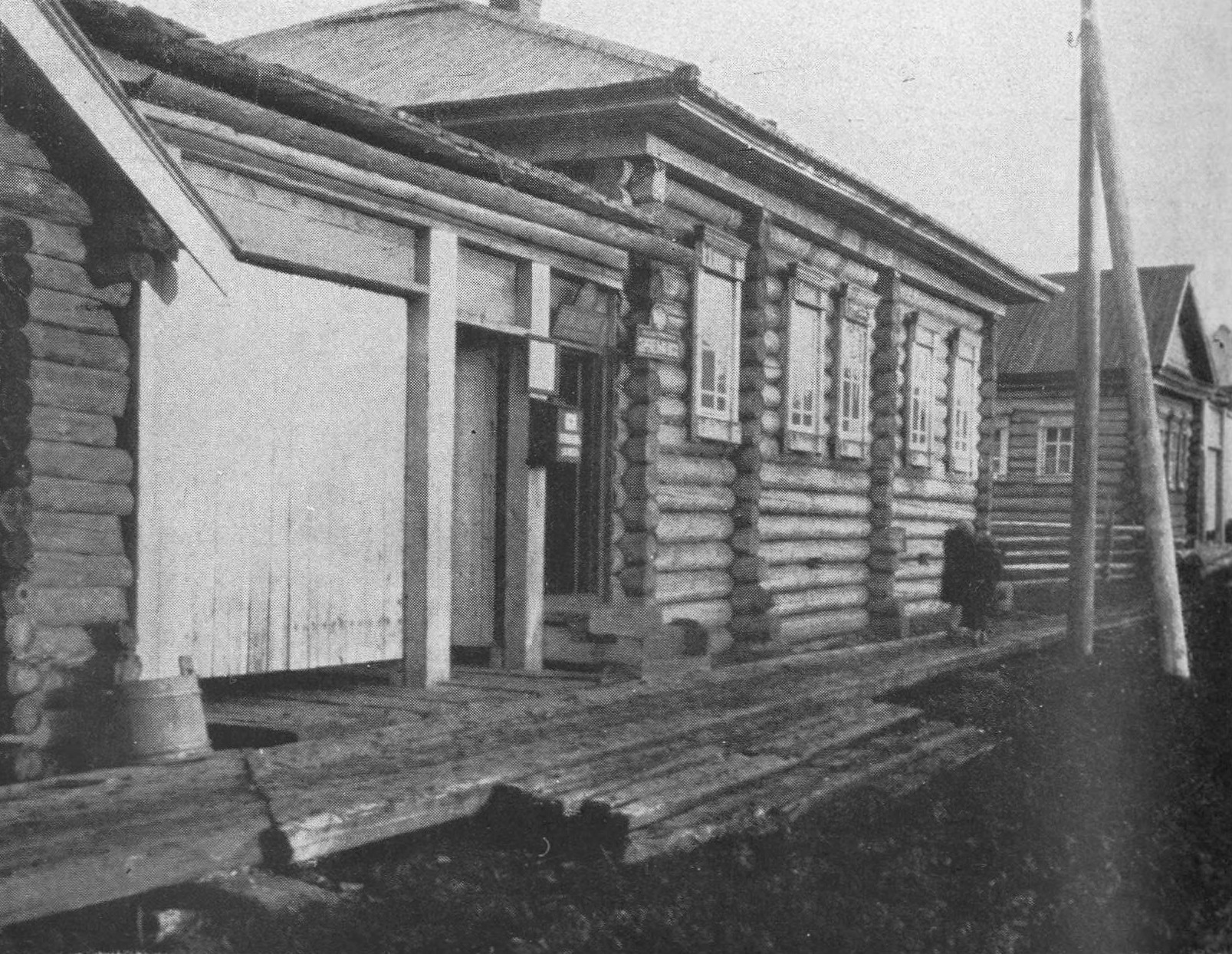
Ворогово в 1913 году